# Corcobao
Corcobao är en ort i Mexiko.   Den ligger i kommunen Jonuta och delstaten Tabasco, i den sydöstra delen av landet, 800 km öster om huvudstaden Mexico City. Corcobao ligger 1 meter över havet och antalet invånare är 169.
Terrängen runt Corcobao är mycket platt. Runt Corcobao är det glesbefolkat, med 19 invånare per kvadratkilometer. Närmaste större samhälle är Jonuta, 1,6 km norr om Corcobao. I omgivningarna runt Corcobao växer i huvudsak städsegrön lövskog.